# Pipra
Pipra es un género de aves paseriformes perteneciente a la familia Pipridae que agrupa a especies nativas de América del Sur, cuyas áreas de distribución se encuentran desde el norte del continente (Ecuador, Colombia, Venezuela y las Guayanas) hasta el sureste de Perú, noreste de Bolivia, noreste de Argentina y sureste de Brasil. A sus miembros se les conoce por el nombre popular de saltarines o bailarines.

## Etimología
El nombre genérico femenino «Pipra» deriva del griego «pipra, también piprō, piprōs o pipōn»: pequeña ave mencionada por Aristóteles y por otros autores, pero nunca adecuadamente identificada.

## Características
Los saltarines de este género son aves pequeñas, midiendo alrededor de 11 cm de longitud, de colas cortas; los machos son bien conocidos por su plumaje colorido, a menudo principalmente negro contrastando algún color brillante y por sus exhibiciones estereotipadas realizadas en leks. Las hembras son notablemente apagadas y tímidas, y difíciles de ser diferenciadas a no ser por su zona de distribución. Habitan en el interior de selvas húmedas, principalmente de baja altitud.

## Lista de especies
De acuerdo a la clasificaciones del Congreso Ornitológico Internacional (IOC) y Clements Checklist/eBird, este género agrupa a las siguientes tres especies con el respectivo nombre popular de acuerdo a la Sociedad Española de Ornitología (SEO):
| Imagen | Nombre científico | Autor            | Nombre común           | Estado de conservación | Distribución |
| ------ | ----------------- | ---------------- | ---------------------- | ---------------------- | ------------ |
|        | Pipra aureola     | (Linnaeus), 1758 | saltarín cabecinaranja | LC                     |              |
|        | Pipra filicauda   | Spix, 1825       | saltarín uirapuru      | LC                     |              |
|        | Pipra fasciicauda | Hellmayr, 1906   | saltarín naranja       | LC                     |              |

## Taxonomía
En 1992, Prum condujo un estudio taxonómico de 11 géneros de pípridos (incluyendo las entonces 16 especies del género Pipra), con base en las características morfológicas de la musculatura de la siringe. La organización resultante de este estudio contradijo el monofiletismo del género Pipra, dado que sus miembros se repartían en tres ramos no emparentados entre sí. El autor sugirió los siguientes cambios: la especie P. pipra fue designada como Dixiphia pipra, mientras 8 especies del «grupo P. serena» fueron alocadas al género Lepidothrix y las 8 especies restantes en Pipra divididas en dos subgéneros, el llamado clado erythrocephala, denominado Ceratopipra con 5 especies, y las 3 restantes en el subgénero Pipra, referido como clado aureola. Diversos estudios posteriores con enfoques diferentes no ofrecieron nuevas sugestiones de cambios taxonómicos.
En 2007, Rêgo et al. usaron datos secuenciales de ADN mitocondrial (mtDNA) para corroborar la tesis levantada por Prum. Los estudios de filogenia molecular de Tello et al (2009) y McKay et al (2010), verificaron la existencia de dos clados bien diferenciados dentro de la familia Pipridae: uno llamado de subfamilia Neopelminae, agrupando a los saltarines más asemejados a atrapamoscas de los géneros Neopelma y Tyranneutes; y los restantes géneros llamados de «saltarines propiamente dichos», incluyendo el presente Pipra, en un clado monofilético Piprinae Rafinesque, 1815. Esto fue plenamente confirmado por los amplios estudios de filogenia molecular de los paseriformes subóscinos realizados por Ohlson et al (2013). El Comité de Clasificación de Sudamérica (SACC) adopta esta última división y secuencia linear de los géneros, a partir de la aprobación de la Propuesta N° 591. La clasificación Clements Checklist v.2017, el IOC, y el Comité Brasileño de Registros Ornitológicos (CBRO) adoptan integralmente esta secuencia y división (el CBRO divide en tres subfamilias, siguiendo a Tello et al. (2009)).